# جیمز دانلوپ
جیمز دانلوپ FRSE؛ ((به انگلیسی: James Dunlop) اکتبر ۱۷۹۳–۲۲ سپتامبر ۱۸۴۸) یک اخترشناس اسکاتلندی بود، که به خاطر کار در استرالیا مورد توجه قرار گرفت. زمانی که او به عنوان دستیار ستاره‌شناس به کار مشغول بود توسط توماس بریزبن؛ که در پاراماتا، نیو ساوت ولز، حدود ۲۳ کیلومتری غرب سیدنی واقع شده‌است، طی دهه‌های ۱۸۲۰ و ۱۸۳۰ استخدام شد تا در رصدخانه خصوصی او کار کند. دانلوپ بیشتر یک مشاهده‌گر رصدخانه بود، و برای بریزبن کارهای ستاره‌شناسی انجام می‌داد. او پس از پایان آن کار، به‌طور مستقل به کار خود ادامه داد و بسیاری از ستاره‌های دوتایی نیم‌کره جنوبی آسمانی و دیگر اجرام آسمانی آن را کشف و فهرست‌بندی تلسکوپی کرد. او بعداً سرپرست رصدخانه پاراماتا شد که آن رصدخانه سرانجام به دولت نیو ساوت ولز فروخته شد.
وی همچنین برندهٔ جوایزی همچون همکار انجمن سلطنتی و مدال طلائی انجمن سلطنتی اختر شناسان شده‌است.